# Малиновський Михайло Леонідович
Малиновський Михайло Леонідович (нар. 9 березня 1976) - доктор технічних наук, професор кафедри спеціалізованих комп'ютерних пристроїв Харківського національного технічного університету сільського господарства імені Петра Василенка.

## Біографія
Михайло Леонідович народився 9 березня 1976 року у м. Харків.
Вищу освуту здобув у Харківській державній академії залізничного транспорту, спеціальність - «Автоматика, телемеханіка та зв'язок на залізничному транспорті».
У 1999 році працював електромеханіком СЦБ у Харківському метрополітені.
У 2001 році працював інженером-технологом на ремонтно-технологічній дільниці служби АТЗ.
З 2001 по 2002 роки працював асистентом кафедри автоматизації та комп'ютерних систем управління в Українському державному університету залізничного транспорту.
У 2003 році працював на посаді начальника ремонтно-технологічної дільниці служби АТЗ.
З вересня 2003 по 2005 роки працював асистентом кафедри автоматизації та комп'ютерних технологій Харківського національного технічного університету сільського господарства імені Петра Василенка.
У 2004 році Михайло Леонідович захистив дисертацію на здобуття вченого звання кандидата технічних наук «Удосконалення методів і засобів управління об'єктами мікроелектронної системи централізації».
У 2005 році працював доцентом кафедри автоматизації та комп'ютерних технологій Харківського національного технічного університету сільського господарства імені Петра Василенка.
З вересня 2006 року працював доцентом кафедри спеціалізованих комп'ютерних пристроїв в Українському державному університеті залізничного транспорту.
У грудні 2006 року докторант кафедри автоматизації та комп'ютерних технологій Харківського національного технічного університету сільського господарства імені Петра Василенка.
У 2010 році захистив дисертацію на здобуття наукового ступеня доктора тезнічних наук на тему «Методи і засоби проектування технічних і програмних компонентів безпечних ПЛІС-контролерів з паралельною архітектурою»
У 2012 році Михайлу Леонідовичу присвоєно звання професора.

## Праці
Михайло Леонідович автор понад 100 наукових робіт в галузі створення систем управління, пов'язаних з безпекою.

## Відзнаки та нагороди
- Премія Президента України для молодих вчених за роботу «Теоретичні основи побудови систем автоматизованого керування відповідальними технологічними процесами на базі безпечних ПЛІС-контролерів з паралельною архітектурою» (2007)
- Лауреат міського конкурсу «Молода людина року - 2008» у номінації «Молодий науковець» (2008)
- Конкурс «Молода людина року -2008» у номінації «Молодий науковець» І місце (2008)
- Диплом другого обласного конкурсу «Найкращий молодий науковець Харківщини» (2008)
- Диплом обласного конкурсу «Вища школа Харківщини - кращі імена» у номінації «Молодий науковець» (2008)
- Диплом Міжнародної конференції «Dependable Systems, Services and Technologies DESSERT 2008)» (2008)
- Стипендіат Харківської обласної державної адміністрації у галузі науки у номінації «інформатика та комп'ютерні науки» (2009)